# Орвид, Барбара
Барбара Орвид (пол. Barbara Orwid; 29 ноября 1909, Львов — 1 июля 1998, Варшава) — польская киноактриса.

## Биография
Звезда польского довоенного кино. Муж — режиссёр Леонард Бучковский, снялась в нескольких его фильмах.
Брат — польский актёр Ежи Марр.
Похоронена на варшавском кладбище Старые Повонзки.

## Избранная фильмография
- 1930 — Звездная эскадра / Gwiaździsta eskadra — Лили
- 1932 — Шахта Л23 / Szyb L-23 — Бася
- 1935 — Рапсодия Балтики / Rapsodia Bałtyku — Ева Заторская
- 1936 — Верная река / Wierna rzeka — Мия Брыницкая
- 1939 — Белый негр / Biały Murzyn — ассистентка Янка.